# 卡羅爾頓 (印地安納州漢考克縣)
卡羅爾頓（英語：Carrollton）是位於美國印地安納州漢考克縣的一個非建制地區。該地的面積和人口皆未知。